# Route 329 (Nouvelle-Écosse)
Pour les articles homonymes, voir Route 329.
La route 329 est une route secondaire de la Nouvelle-Écosse en forme de U située dans le sud de la province, étant la route principale de la péninsule d'Aspotogan. Elle est une route faiblement empruntée. De plus, elle mesure 42 kilomètres, et est une route asphaltée sur l'entièreté de son tracé.

## Tracé
La route 329 est une route adjacente à la route 3, puisque ses deux terminus sont sur cette route.
Le terminus nord-ouest de la 329 est situé à East River sur la route 3. Elle commence par desservir l'ouest de la péninsule, suivant la baie Mahone, jusqu'à Blandford (16 kilomètres), où elle tourne vers l'est pour desservir le sud de la péninsule. À Aspotagan, elle tourne vers le nord pour desservir l'est de la péninsule pendant 18 kilomètres, traversant notamment Mill Cove. Son terminus nord-est est situé tout juste à l'est d'Hubbards, sur la route 3 à nouveau.

## Communautés traversées
1. East River (0)
2. East River Point (2)
3. Deep Cove (10)
4. Upper Blandford (13)
5. Blandford (16)
6. Bayswater (20)
7. Aspotogan (24)
8. Northwest Cove (28)
9. The Lodge (31)
10. Birchy Head (33)
11. Mill Cove (36)
12. Fox Point (39)
13. Hubbards (42)

(): km